# Fred Perry (tenisista)
Frederick John Perry (ur. 18 maja 1909 w Stockport, zm. 2 lutego 1995 w Melbourne) – brytyjski tenisista, zwycięzca ośmiu turniejów wielkoszlemowych w grze pojedynczej, dwóch w grze podwójnej i czterech w grze mieszanej, zdobywca Pucharu Davisa, mistrz świata w tenisie stołowym.
Był synem Samuela Perry’ego, działacza związkowego i członka Izby Gmin z ramienia Partii Pracy. Początkowo uprawiał tenis stołowy, sięgając po kilka medali mistrzostw świata – w Sztokholmie w 1928 roku po srebro w deblu (z Charlesem Bullem) oraz brąz w grze mieszanej (z Winifred Lang) i w rywalizacji drużynowej, w Budapeszcie w 1929 roku po złoto w grze pojedynczej oraz medale brązowe w deblu (z Bullem) i drużynie. Był również kilkakrotnie mistrzem Anglii.

## Kariera tenisowa
W wieku 18 lat rozpoczął treningi tenisowe, którym z czasem poświęcił się całkowicie.
Pierwszy sukces w tenisie ziemnym odniósł w 1930 roku, wygrywając międzynarodowe mistrzostwa Argentyny. W 1931 roku awansował do najlepszych dziesięciu tenisistów świata. W 1932 roku był w finale debla na Wimbledonie, w parze z Patem Hughesem. W 1933 roku wygrał po raz pierwszy mistrzostwa USA (obecnie US Open), a rok później odniósł już trzy wielkoszlemowe zwycięstwa – na mistrzostwa USA, Australian Championships (obecnie Australian Open) i Wimbledon.
W 1935 roku wygrał także mistrzostwa Francji (obecnie French Open), jako pierwszy zawodnik w historii tenisa odnosząc zwycięstwa we wszystkich turniejach wielkoszlemowych. Poza zwycięstwem w Paryżu wygrał w 1935 roku także Wimbledon. Łącznie triumfował w grze pojedynczej na tym turnieju trzy razy, pokonując w kolejnych finałach Jacka Crawforda (1934) i Gottfrieda von Cramma (1935, 1936).
Perry wygrał łącznie osiem turniejów wielkoszlemowych w grze pojedynczej, a dalsze sześć w deblu i mikście, partnerując w grze podwójnej Patowi Hughesowi oraz w grze mieszanej Dorothy Round Little, Sarah Palfrey Cooke i Betty Nuthall.
W 1937 roku Perry zakończył karierę amatorską i przeniósł się do Stanów Zjednoczonych, gdzie występował w zawodowym cyrku pod patronatem Billa Tildena. Stoczył m.in. ponad 150 pojedynków ze swoim poprzednikiem w roli mistrza Wimbledonu, Ellsworthem Vinesem. W 1938 i 1941 roku zdobywał mistrzostwo USA zawodowców.
Jako syn związkowca przełamał stereotyp angielskiego mistrza tenisowego, bogatego arystokraty. Stał się na długie lata symbolem sukcesu tenisa brytyjskiego; od jego zwycięstwa na Wimbledonie w 1936 roku, Wielka Brytania czekała na kolejnego mistrza swojego najważniejszego turnieju aż do 2013 roku, kiedy to zwyciężył Andy Murray. Perry grał także skutecznie w reprezentacji narodowej w Pucharze Davisa. Odniósł 45 zwycięstw w 52 pojedynkach (34 zwycięstwa w 38 meczach singlowych), prowadząc zespół narodowy do zdobycia trofeum w 1933 roku. Brytyjczycy przełamali tym samym okres dominacji Francji, a zarazem ponad 20-letni czas własnych porażek w Pucharze. Obecność Perry’ego w drużynie przesądziła o skutecznej obronie Pucharu Davisa w trzech kolejnych latach, do 1936 roku włącznie.

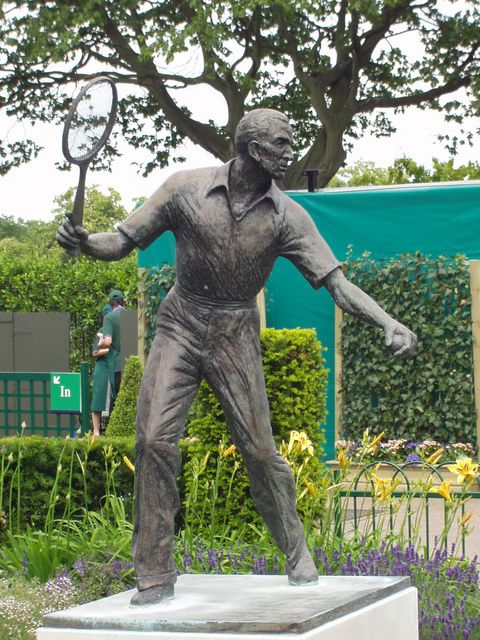
Pomnik Freda Perry’ego na obiekcie wimbledońskim

Poślubił aktorkę amerykańską Helen Vison i przyjął obywatelstwo USA, w czasie II wojny światowej służył w armii amerykańskiej. W 1947 roku ostatecznie zakończył karierę sportową; rok później założył firmę produkującą konfekcję sportową Fred Perry Sportswear. Komentował również tenis w radiu dla rozgłośni BBC oraz publikował artykuły w czasopismach sportowych. W 1975 roku został uhonorowany miejscem w międzynarodowej tenisowej galerii sławy, a w 1984 roku przy kompleksie tenisowym Wimbledonu odsłonięto jego pomnik.
Fred Perry był zawodnikiem praworęcznym. Jego najsilniejszym uderzeniem na korcie był forhend, a dobrą grę wspierał odpornością psychiczną. Jako pierwszy zawodnik stosował z powodzeniem uderzenia w pełnym biegu. Wyróżniał się na korcie regularnością gry i harmonijnością zagrań.
W styczniu 1995 roku Perry gościł w Melbourne w czasie turnieju Australian Open; w hotelu doznał złamania żeber i zmarł wskutek powikłań kilkanaście dni później.

### Finały w turniejach wielkoszlemowych

#### Gra pojedyncza (8–2)
| Końcowy wynik | Nr | Data | Turniej                                   | Nawierzchnia | Przeciwnik          | Wynik finału              |
| ------------- | -- | ---- | ----------------------------------------- | ------------ | ------------------- | ------------------------- |
| Zwycięzca     | 1. | 1933 | U.S. National Championships, Forest Hills | Trawiasta    | Jack Crawford       | 6:3, 11:13, 4:6, 6:0, 6:1 |
| Zwycięzca     | 2. | 1934 | Australian Championships, Sydney          | Trawiasta    | Jack Crawford       | 6:3, 7:5, 6:1             |
| Zwycięzca     | 3. | 1934 | Wimbledon, Londyn                         | Trawiasta    | Jack Crawford       | 6:3, 6:0, 7:5             |
| Zwycięzca     | 4. | 1934 | U.S. National Championships, Forest Hills | Trawiasta    | Wilmer Allison      | 6:4, 6:3, 3:6, 1:6, 8:6   |
| Finalista     | 1. | 1935 | Australian Championships, Melbourne       | Trawiasta    | Jack Crawford       | 6:2, 4:6, 4:6, 4:6        |
| Zwycięzca     | 5. | 1935 | French Championships, Paryż               | Ceglana      | Gottfried von Cramm | 6:3, 3:6, 6:1, 6:3        |
| Zwycięzca     | 6. | 1935 | Wimbledon, Londyn                         | Trawiasta    | Gottfried von Cramm | 6:2, 6:4, 6:4             |
| Finalista     | 2. | 1936 | French Championships, Paryż               | Ceglana      | Gottfried von Cramm | 0:6, 6:2, 2:6, 6:2, 0:6   |
| Zwycięzca     | 7. | 1936 | Wimbledon, Londyn                         | Trawiasta    | Gottfried von Cramm | 6:1, 6:1, 6:0             |
| Zwycięzca     | 8. | 1936 | U.S. National Championships, Forest Hills | Trawiasta    | Don Budge           | 2:6, 6:2, 8:6, 1:6, 10:8  |

#### Gra podwójna (2–2)
| Końcowy wynik | Nr | Data | Turniej                             | Nawierzchnia | Partner    | Przeciwnicy                  | Wynik finału            |
| ------------- | -- | ---- | ----------------------------------- | ------------ | ---------- | ---------------------------- | ----------------------- |
| Finalista     | 1. | 1932 | Wimbledon, Londyn                   | Trawiasta    | Pat Hughes | Jean Borotra Jacques Brugnon | 0:6, 6:4, 6:3, 5:7, 5:7 |
| Zwycięzca     | 1. | 1933 | French Championships, Paryż         | Ceglana      | Pat Hughes | Vivian McGrath Adrian Quist  | 6:2, 6:4, 2:6, 7:5      |
| Zwycięzca     | 2. | 1934 | Australian Championships, Sydney    | Trawiasta    | Pat Hughes | Adrian Quist Don Turnbull    | 6:8, 6:3, 6:4, 3:6, 6:3 |
| Finalista     | 2. | 1935 | Australian Championships, Melbourne | Trawiasta    | Pat Hughes | Jack Crawford Vivian McGrath | 0:6, 6:4, 6:3, 5:7, 5:7 |

#### Gra mieszana (4–1)
| Końcowy wynik | Nr | Data | Turniej                                   | Nawierzchnia | Partnerka            | Przeciwnicy                           | Wynik finału  |
| ------------- | -- | ---- | ----------------------------------------- | ------------ | -------------------- | ------------------------------------- | ------------- |
| Zwycięzca     | 1. | 1932 | French Championships, Paryż               | Ceglana      | Betty Nuthall        | Helen Wills Moody Sidney Wood         | 6:4, 6:2      |
| Zwycięzca     | 2. | 1932 | U.S. National Championships, Forest Hills | Trawiasta    | Sarah Palfrey Cooke  | Helen Jacobs Ellsworth Vines          | 6:3, 7:5      |
| Finalista     | 1. | 1933 | French Championships, Paryż               | Ceglana      | Betty Nuthall        | Margaret Scriven-Vivian Jack Crawford | 2:6, 3:6      |
| Zwycięzca     | 3. | 1935 | Wimbledon, Londyn                         | Trawiasta    | Dorothy Round Little | Nell Hall Hopman Harry Hopman         | 7:5, 4:6, 6:2 |
| Zwycięzca     | 4. | 1936 | Wimbledon, Londyn                         | Trawiasta    | Dorothy Round Little | Sarah Palfrey Cooke Don Budge         | 7:9, 7:5, 6:4 |

## Marka odzieżowa

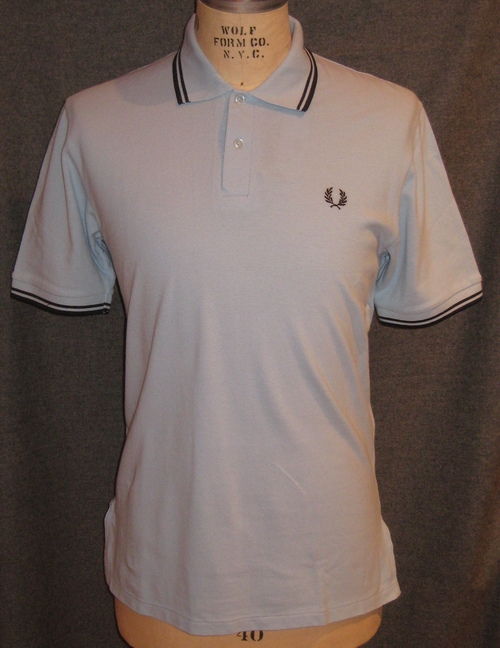
Koszulka polo Fred Perry

W 1952 we współpracy z austriackim piłkarzem Tibbym Wegnerem uruchomił sygnowaną swoim nazwiskiem markę odzieżową, która produkowała koszulki tenisowe. Koszulka polo początkowo była produkowana tylko w kolorach białym i czarnym. Zaprezentowane na turnieju w Wimbledonie szybko stały się popularne. Logo firmy – wieniec laurowy – było wzorowane na oryginalnym symbolu Wimbledonu.
W 1995 marka została sprzedana japońskiej firmie Hit Union, jednak zachowała swoją niezależność i jej dziedzictwo jest kultywowane przez rodzinę Perry. Marka była sponsorem brytyjskiego tenisisty Andy’ego Murraya od początku jego kariery do 2009.